# Ticvaniu Mare
Ticvaniu Mare là một xã thuộc hạt Caraș-Severin, România. Dân số thời điểm năm 2002 là 1962 người.